# Juegos Deportivos Nacionales de Mar y Playa de Colombia 2013
Los  I Juegos Deportivos Nacionales de Mar y Playa de Colombia fueron realizados en el departamento de San Andrés y Providencia del 23 al 30 de agosto de 2013 y fue clasificatorio a los Juegos Suramericanos de Playa de 2013 de Vargas en  Venezuela, los Juegos fueron creados mediante Resolución 000595 del 13 de abril de 2013 de Coldeportes, con el propósito de fortalecer los procesos de desarrollo y alta competencia en disciplinas deportivas que se practican en mar y playa a nivel nacional.

## Participantes
20 departamentos de Colombia, el distrito capital y la representación de las Fuerzas Militares se inscribieron ante Coldeportes teniendo así, un total de 843 participantes en 10 disciplinas diferentes.
| - Antioquia - Atlántico - Bogotá, D. C. - Bolívar - Boyacá - Caldas - Cauca - Cesar - Chocó - Córdoba - Cundinamarca - Fuerzas Armadas - La Guajira - Guaviare | - Huila - Magdalena - Meta - Risaralda - San Andrés y Providencia - Santander - Tolima - Valle del Cauca |

## Deportes
- Actividades Subacuáticas
- Balonmano Playa
- Esquí Náutico
- Fútbol Playa
- Motonáutica
- Rugby Playa
- Surf
- Triathlon
- Vela
- Voleibol Playa

## Medallero
- Actualizado el 30 de agosto de 2013.[5]

| Núm. | País                     | Oro | Plata | Bronce | Total |
| ---- | ------------------------ | --- | ----- | ------ | ----- |
| 1    | Antioquia                | 9   | 8     | 7      | 24    |
| 2    | Bogotá, D. C.            | 8   | 7     | 8      | 23    |
| 3    | Valle del Cauca          | 4   | 6     | 4      | 14    |
| 4    | Bolívar                  | 2   | 4     | 0      | 6     |
| 5    | Cundinamarca             | 2   | 2     | 0      | 4     |
| 6    | Atlántico                | 2   | 1     | 3      | 6     |
| 7    | Risaralda                | 1   | 1     | 2      | 4     |
| 8    | Cauca                    | 1   | 1     | 1      | 3     |
| 9    | Santander                | 1   | 0     | 3      | 4     |
| 10   | Caldas                   | 1   | 0     | 1      | 2     |
| 11   | Magdalena                | 1   | 0     | 0      | 1     |
| 12   | San Andrés y Providencia | 0   | 1     | 3      | 4     |
| 13   | Meta                     | 0   | 1     | 0      | 1     |

     Departamentos sede (San Andrés, Providencia y Santa Catalina)